# Рожер I (граф Сицилії)
Рожер I, Роже (Руджеро) Боссо (1031—1101) — молодший з братів Отвілів, протягом 1061—1091 років відвоював у арабів Сицилію і заклав основи майбутнього Сицилійського королівства. З 1072 року носив титул великий граф Сицилії.

## Ранні роки
У 1057 році, коли йому було 26 років, прибув до Мельфі — столиці південноіталійської норманської держави. Тут зустрівся зі своїм рідним братом Робертом Гвіскаром, який щойно став графом Апулії. Брав участь у придушенні баронського заколоту в Апулії, а восени 1057 року — у поході Роберта Гвіскара на Реджо. Рожер за відмову дати грошей на виплату воїнам покинув брата і разом зі своїм загоном з 60 воїнів перейшов на службу до іншого брата — Вільгельма з Принчипато. Від Вільгельма на початку 1058 року Роджер отримав у феод замок Скалея в Калабрії, звідки постійними набігами розоряв калабрійські володіння свого колишнього сеньйора Роберта.

## Завоювання Калабрії
Навесні 1058 року Калабрію вразив надзвичайний голод, за яким прийшло неврожайне літо. У місті Нікастро місцеві жителі відмовилися платити податки і вирізали норманський гарнізон. Бунт швидко розповсюджувався по всій Калабрії. Перед лицем загального повстання Роберт Гвіскар запропонував Рожеру примирення: за умовами угоди брати домовилися поділити навпіл як уже захоплену і уражену повстанням частину Калабрії, так і ту її частину, яку належало завоювати в майбутньому. Після цього Рожер придушив заколот у Калабрії, але угоду між братами не було виконано аж до 1062 року.
Протягом 1059 року Роберт Гвіскар і Рожер спільними зусиллями зайняли Россано і Джераче — міста Калабрії, що утримувалися до цього візантійцями. На початку 1060 року Рожер осадив Реджо — останній оплот візантійців у Калабрії, а через кілька місяців до нього приєднався Роберт Гвіскар.
За ініціативою Рожера при облозі Реджо нормани побудували стінобитні машини, які до тієї пори використовували в Південній Італії лише лангобарди. На очах обох армій відбувся поєдинок між Рожером і гігантського зросту греком, якого Рожер убив одним ударом списа. Після загибелі свого богатиря візантійський гарнізон капітулював. Влітку 1060 року вся Калабрія перейшла в руки Роберта Гвіскара і Рожера, які поділили її між собою. Резиденцією Рожера стало місто Мілет.

## Завоювання Сицилії: передісторія і особливості
У серпні 1059 року Роберт Гвіскар отримав від папи Миколая II (в обмін за підтримку останнього в боротьбі проти антипапи Бенедикта X) титул герцога Апулії, Калабрії і Сицилії. Жодна з цих областей ніколи не належала Папській державі: підставою для їхньої передачі Роберту Гвіскару виступав виключно «Константинів дар» — фальшивий документ, який з'явився в XI столітті. У ньому  стверджувалося, що Константин Великий надав Рим і західну частину своєї імперії папі Сильвестру I і його наступникам на папській кафедрі. Щобільше, до 1059 року в ряді міст Апулії і Калабрії ще стояли візантійські гарнізони, а Сицилія з IX століття перебувала в руках арабів. Проте отримання Робертом титулу герцога зробило його законним правителем цих областей в очах Заходу і зумовило підготовку до завоювання Сицилії.
Протистояв норманам Сицилійський емірат, який на той момент фактично розпався на три держави. Північно-західною частиною острова (Палермо, Трапані і Мацар) управляв Абдулла Ібн Хаукаль; південно-східну (з Катанією і Сиракузами) — контролював Ібн ат-Тімнах, центр острова зі столицею в Енні перебував під владою Ібн аль-Хаваса. Усі три еміри перебували в стані перманентного конфлікту один з одним і відмовлялися визнавати владу кайруанських Зіридів. Крім того, православні греки становили більшість у східних і впливову меншість у західних областях Сицилії, що дозволяло норманам сподіватися на підтримку на самому острові.
У лютому 1061 року Ібн ат-Тімнах особисто прибув до Рожера в Калабрію з проханням про допомогу проти еміра Енни. У разі успіху Ібн ат-Тімнах зобов'язався визнати верховну владу Рожера над Сицилією. Таким чином, Рожер отримав одночасно і зручний привід, і цінного союзника.
Позаяк Рожер був васалом свого старшого брата Роберта Гвіскара, якому, до того ж папа вже передав владу над ще не завойованою Сицилією, керувати завоюванням острова повинен був саме Роберт. Насправді Роберт Гвіскар взяв участь тільки в трьох кампаніях (1061, 1064 і 1071-72 років), бо його постійно відволікали баронські заколоти в Апулії і зовнішні війни. Постійні конфлікти на континенті перешкоджали Роберту надавати істотну допомогу в завоюванні острова; армія Рожера складалася з його калабрійських васалів і прибуваючих у пошуках пригод норманських лицарів, так що вона ніколи не була великою. У зв'язку з цим, завоювання Сицилії розтягнулося на тридцять років (1061—1091 роки) і було справою рук Рожера, хоч він і залишався весь цей час васалом Роберта Гвіскара і Рожера Борса.